# Radio CD International

Logo von Radio CD International
(31. Mrz. 1990–31. Dez. 1993)

Logo von Radio CD
(15. Juli 1994–3. Sept. 1996)

Logo von CD City Radio
(1. Apr. 1997–31. Mrz. 1998)

Radio CD International (Radio CD) war ein von 1990 bis 1996 im Osten Österreichs empfangbarer privater Hörfunksender. Mangels gesetzlicher Grundlagen für Privatradio in Österreich wurde von Bratislava (Pressburg), zunächst Tschechoslowakei, ab Jänner 1993 Slowakei, aus gesendet. Durch die Bezeichnung International sollte die Empfangbarkeit über Staatsgrenzen hinweg und somit ein völkerverbindender Charakter betont werden. CD war sowohl eine Anspielung auf die Compact Disc als auch auf Corps Diplomatique.

## Geschichte
Der Sendebetrieb begann, trotz Einsprüche des ORF beim Tschechoslowakischen Rundfunk, am 31. März 1990; Initiator war Gotthard Rieger. Zunächst wurde auf der UKW-Frequenz 101,8 MHz vom Standort Bratislava-Kamzík aus gesendet. Zu einer Zeit, als über die mögliche offizielle Einführung von Privatradio nur allgemein diskutiert wurde, gab es somit neben der Antenne Austria eine weitere Alternative zu Ö3: Sieben Monate nach Sendebeginn gründeten im November 1990 die österreichischen Privatradiomacher den Österreichischen Privatradioverband. Darin vertreten waren: Antenne Austria, Radio CD International, MM2, Radio Uno, Transalpin, Zirog und RTM.
Das österreichische Studio war zunächst im 15. Wiener Gemeindebezirk untergebracht. Das Programm war anfangs noch kein Formatradio, sondern klar strukturiert und bot von Kabarett (wie etwa Rädls Höhnende Wochenschau mit Joesi Prokopetz) über ein Urlaubsquiz bis zur Dancefloor-Show und manchmal dem Phänomen von Radio CD-exklusiven Musiktiteln oder solchen, die auf Ö3 überhaupt Sendeverbot hatten, wirklich so ziemlich alles. Es gab auch stündliche Nachrichten, auffällig war auch, dass deutlich weniger Werbung als bei Ö3 lief, die noch dazu oft regionalen Bezug hatte.
Der 1993 erstmals vorgenommene Radiotest, die Leitwährung der Radioplanung, wies für Radio CD im Versorgungsraum Wien die beachtliche Reichweite von rund 10 % aus. In der Zielgruppe der 14- bis 49-jährigen Wiener/-innen war die Reichweite des Senders sogar noch deutlich höher und lag vor den in Wien empfangbaren Ö2-Sendern. Blue Danube Radio schaffte in Wien in beiden Zielgruppen eine Tagesreichweite von rund 3 %; Ö3 mit knappen 40 % Reichweite in der Grundgesamtheit und mit 52 % in der Kern-Zielgruppe der 14- bis 49-Jährigen blieb unangefochten die Nummer 1 in Wien.
Zwar wandelte sich Radio CD International mit der Zeit in Richtung eines Formatradios, war jedoch für Ö3 im Raum Wien noch immer Hauptkonkurrent. Telekabel Wien sowie Richard Lugner beteiligten sich am Sender. Auch das Studio übersiedelte dann in das Wiener Einkaufszentrum Lugner City, vorher war es zwischenzeitlich in der nahen Kaiserstraße in Wien 7 untergebracht.
Es gab auch zunehmend bürokratische Schwierigkeiten: manche in der Slowakei sahen fremdsprachige Programme im nationalen Rundfunk (zu dem Radio CD rechtlich gehörte) nicht gerne. (Der slowakische Rundfunk selbst will jedoch gerne mit Radio CD zusammengearbeitet haben.) Dies führte schließlich zu einigen unfreiwilligen Sendepausen. Die bis dahin längste dauerte vom 1. Jänner 1994 bis 14. Juli 1994, zuvor gab es auch schon eine sich über etwa zwei Wochen erstreckende, die durch Intervention des damaligen österreichischen Außenministers, Alois Mock, beendet werden konnte. Auf 101,8 MHz sendete mittlerweile der slowakische Sender Radio Twist, und so wurde Radio CD für den Neustart die Frequenz 96,6 MHz zugeteilt. Das bis dahin darauf sendende Rock FM wurde auf eine andere Frequenz mit deutlich geringerer Sendeleistung verschoben.
Das neu gestartete Programm konnte jedoch nicht mehr ganz an frühere Erfolge anschließen und war mittlerweile auch ein durchgängiges Formatradio. Im September 1996 musste der Sendebetrieb erneut aus bürokratischen Gründen plötzlich eingestellt werden. Dies ließ Radio CD in ein Finanzdebakel schlittern, das die Betreibergesellschaft, CDI Holding AG (über die bereits im August 1994 der Ausgleich eröffnet worden war) Richtung Konkurs trieb. Nach Aussagen von Richard Lugner als Mitglied des Vorstandes der Holding AG war das Privatradio mit 30 Millionen Schilling (2,18 Mio. Euro) überschuldet. Zu den Hauptgläubigern zählten die Wiener Gebietskrankenkasse mit mehreren Millionen Schilling, des Weiteren Rundfunkmoderatoren, die Senderredaktion, Logo Systems, Telecom, der Heurige Zimmermann sowie die AKM. Insgesamt wurden im Verfahren 80 Mill. Schilling (5,81 Mill. Euro) an Forderungen anerkannt. Künftige Tätigkeiten würden, so Lugner, von der wirtschaftlich gut gestellten CD-City Radio GmbH abgewickelt werden.
Zuletzt war der Sender, der ab 15. Februar 1997 null Uhr wieder unter 96,9 MHz terrestrisch aktiv sein wollte, (bei geringer technischer Reichweite) vom 1. April 1997 bis 31. März 1998 im Kabelnetz von UPC Telekabel Wien unter dem neuen Namen CD City Radio auf 92,7 MHz empfangbar – in der letzten Woche seiner Existenz nur mehr als ein etwa zweistündiges Endlosband. Die neuerlichen Bemühungen um eine Sendefrequenz verliefen erfolglos. Am 1. April 1998 wurden das Studio sowie die Frequenz im Wiener Kabelnetz von Energy 104,2 übernommen. An diesem Tag starteten österreichweit 52 Privatradios.